# Lansoprazol
Lansoprazol (nome comercial: Prazol) é um benzimidazol pertencente a classe dos inibidores da bomba de prótons, que atua a nível do trato gastrointestinal na diminuição da secreção gástrica, modificando a atividade da enzima (H+, K+) ATPase nas células parietais do lúmen. Os inibidores da bomba de prótons (IBPs) alcançam um grau maior e uma duração mais longa na supressão do ácido gástrico e melhores taxas de cura em vários distúrbios relacionados ao ácido gástrico do que os antagonistas do receptor H 2 da histamina.
Assim o lansoprazol é um fármaco utilizado no tratamento de úlcera péptica, refluxo gastroesofágico e síndrome de Zollinger-Ellison. Faz parte essencial também na participação de uma terapia tripla, onde ocorre a associação de lansoprazol com antibióticos sendo empregados na erradicação do Helicobacter pylori.

## Mecanismo de ação
O lanzoprazol é um pro-fármaco que quando administrado é inicialmente transferido para a região secretora de ácido nas células parientas da mucosa gástrica e transformado na sua forma ativa, dissulfureto e sulfonamida, por meio de reações de conversão por ácidos. Estes ao se combinarem a grupos sulfídricos (SH) da bomba de prótons por meio de ligação covalente inativa irreversivelmente a molécula da bomba.
Esse mecanismo faz com que a bomba não se regenere, assim a secreção de ácido só retorna após a síntese de uma nova enzima e sua inserção na membrana luminal. Apesar da meia vida do composto ser curta esse processo proporciona uma supressão prolongada da produção de ácido, por cerca de 24 a 48 horas.
Lansoprazol contra Helicobacter pylori: o lansoprazol associado à claritromicina e amoxicilina é utilizado para o tratamento de úlceras localizadas no estomago ou duodeno, associadas a presença da Helicobacter ppylori. O lansoprazol diminui a acidez gástrica, a claritromicina inibe a produção de proteínas pela bactéria e a amoxicilina é uma penicilina com atividade bactericida, responsável por matar a bactéria.

## Uso clínico
O lansoprazol é indicado para:
- Cicatrização e alivio sintomático de esofagite de refluxo, ulcera duodenal e ulcera gástrica, em tratamento de curto prazo.
- Tratamento de longo prazo em pacientes hipersecretores, portadores ou não de Síndrome de Zollinger-Elisson.
- Erradicação de Helicobacter pylori em associação com claritromicina e amoxicilina.

### Uso em idosos
Doses superiores a 30mg não devem ser administradas. Deve-se ter cautela quando o fármaco for utilizado por um idoso com disfunção hepática.

## Contraindicações
O lansoprazol é contraindicado em:
- Pacientes com hipersensibilidade conhecida ao lansoprazol, ou a algum componente da fórmula.
- Não deve ser coadministrado com atazanavir devido a uma redução significativa da exposição do atazanavir
- Pacientes com histórico de alcoolismo podem apresenta um risco de doença do fígado se tomar uma dose superior a indicada
- Não é recomendado o uso de lansoprazol se o usuários estiver utilizando Diazepam, fenitoína e de varfarina.

## Precauções
Em gravidas é indicado a administração do fármaco apenas quando necessário e durante a amamentação deve ser evitado, se a mãe necessitar administrar esse fármaco a amamentação deve ser interrompida. Este medicamento pode causar fadiga e tontura, assim deve-se evitar dirigir e operar máquinas. Este medicamento contém açúcar em seus excipientes, portanto deve ser utilizado com cautela em pacientes portadores de diabetes.

## Interações medicamentosas
O lansoprazol é metabolizado principalmente por oxidação pelo sistema enzimático do citocromo p 450. Quando administrado com teofilina foi observado um pequeno aumento da depuração da teofilina, mesmo que a interação apresente poucas preocupações de vista clínica os pacientes devem ser monitorados, pois alguns podem necessitar de uma dose adicional de teofilina.
A administrado de lansoprazol com sucralfato  retarda a absorção do lansoprazol e sua biodisponibilidade é diminuída cerca de 30%, nesse caso o lansoprazol deve ser utilizado 30 minutos ates do sucralfato.
Fármacos que são metabolizados pelo citocromo P450 (hidantoína, diazepam, anovulatórios) podem ocorrer alterações na sua biodisponibilidade e eliminação.
Como lansoprazol inibe a produção de ácidos gástricos de forma duradoura, medicamentos que necessitem de um PH ácido para sua biodisponibilidade podem ter sua absorção alterada, ex: cetoconazol, ésteres da ampicilina, sais de ferro e digoxina.

## Reações adversas
O lansoprazol pode apresentar algumas reações adversas. Caso o paciente apresente alergia grave, é preciso interromper o uso do medicamento imediatamente e informar ao médico
- Reação comum: diarreia, constipação, tontura, náusea, cefaleia, eructação e vomito(exceção dos pacientes que utilizou-o para erradicação de H. pylori.
- Reação incomum: anorexia, dispepsia, sonolência, fadiga, mal-estar e ansiedade
- Reação rara: secura na bosa, pancreatite, perda de cabelo, insônia, alucinação, tremores, icterícia, dores musculares, febre e anemia.
- Reações muito raras: colite, língua preta, choque anafilático, mal estar geral, aumento do nível de colesterol e elevação da fosfatase alcalina.